# غار دو رانس
غار دو رانس، (بالفرنسية: Gare de Reims)‏، هي محطة السكك الحديدية الرئيسية في مدينة رانس، إقليم المارن، شمال فرنسا. تقدم الشركة الوطنية للسكك الحديدية (فرنسا) الخدمات التجارية إلى منطقة غراند إيست، والمناطق التابعة لها شالون إن شامباني، ديجون، ابيرناي، باريس، شارفيل-ميزيير، لاون وفيسميس،
.